# Mimoprosoplus convexus
Mimoprosoplus convexus – gatunek chrząszcza z rodziny kózkowatych i podrodziny zgrzypikowych. Jedyny przedstawiciel rodzaju Mimoprosoplus.

## Zasięg występowania
Gatunek ten występuje w Wietnamie.